# As in Heaven
As in Heaven (Originaltitel Du som er i himlen) ist ein Filmdrama von Tea Lindeburg, das im September 2021 beim Toronto International Film Festival seine Premiere feierte und Anfang Januar 2022 in die dänischen Kinos kam. Es handelt sich um eine Verfilmung des Romans Eine Todesnacht von Marie Bregendahl. Die Geschichte wird binnen 24 Stunden erzählt. Das 14-jährige Mädchen Lise wird als Älteste der Geschwister in Folge der Geschehnisse aus ihrer Kindheit gerissen und in die Rolle als die neue Frau im Hause geworfen.

## Handlung
Ende des 19. Jahrhunderts auf der dänischen Insel Fünen. Die 14-jährige Lise lebt zusammen mit ihrer Familie auf einem Bauernhof. Sie ist das älteste ihrer Geschwister und freut sich, dass sie von ihren Eltern die Erlaubnis erhalten hat, als Erste in ihrer Familie zur Schule gehen zu dürfen. Voller Zuversicht blickt das Mädchen daher auf das Leben. 
Lises Mutter Anna hat mehr Kinder, als sie zählen kann und steht kurz vor der Geburt ihres nächsten Kindes. Es soll ein Junge werden, wenn man ihren Träumen Glauben schenkt. Als bei ihr die Wehen einsetzen und sich eine schwierige Geburt ankündigt, werden Lises jüngere Geschwister zur Großmutter gebracht.

## Literarische Vorlage
Es handelt sich bei As in Heaven um die Verfilmung des autobiografischen Durchbruchsromans Eine Todesnacht von Marie Bregendahl von 1912. In diesem, eines ihrer Hauptwerke, erzählt die Dänin von der schicksalhaften Nacht, in der die 13-jährige Lise und ihre acht kleineren Geschwister ihre Mutter bei der Geburt verlieren. Sie verarbeitet darin den Verlust ihrer eigenen Mutter. Die Familie lebt im Roman Ende der 1870er Jahre auf dem Hof Broholm. Der Nachmittag wird zunächst als die pure Idylle geschildert. Als jedoch am Abend bei der Mutter die Wehen beginnen und die Kinder und ihre beiden Cousinen zur Großmutter geschickt werden, wird klar, dass es eine komplizierte Geburt werden wird. Ein Großteil des Romans wird aus der Sicht der Kinder und insbesondere Lisas erzählt.

## Produktion

### Filmstab und Besetzung
Regie führte Tea Lindeburg, die auch Bregendahls Roman für den Film adaptierte. As in Heaven ist das Regiedebüt der gebürtigen Dänin bei einem Spielfilm. Die Musik für den Film komponierte Lindeburgs Ehemann Kristian Leth.
Flora Ofelia Hofmann Lindahl spielt in der Hauptrolle Lise, Ida Cæcilie Rasmussen ihre Mutter Anna. Emil Hornemann Juel spielt Kristian, einen Jungen in Lises Alter, der von seinem Vater zurückgelassen wurde. Albert Rudbeck Lindhardt spielt Jens Peter, den ihre Mutter als Kind in ihre Familie aufgenommen hat. Kirsten Olesen ist in der Rolle von Klog Sine zu sehen, Palma Lindeburg Leth spielt Lises älteste Cousine Elsbet.

### Dreharbeiten und Veröffentlichung

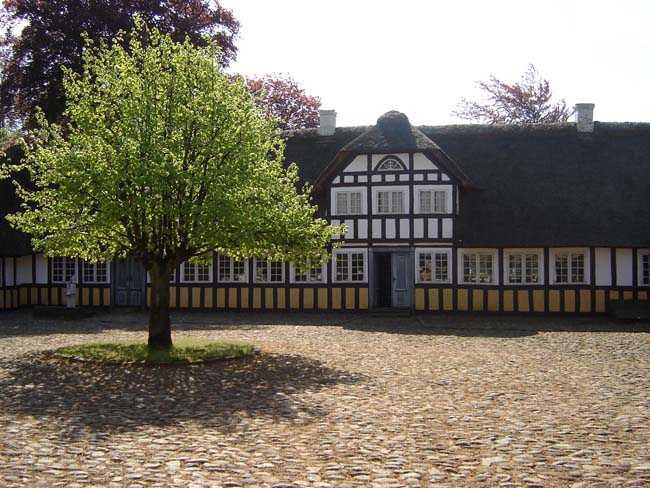
Einer der Drehorte: Das Freilichtmuseum Vestfyns Hjemstavnsgård im Dorf Gummerup in der Gemeinde Glamsbjerg auf Fünen

Gedreht wurde im Herbst 2020 auf der dänischen Insel Fünen, hier im Freilichtmuseum Vestfyns Hjemstavnsgård im Dorf Gummerup, das dem Hauptschauplatz als Kulisse diente. Weitere Aufnahmen entstanden in Den Fynske Landsby in der Gemeinde Odense. Als Kameramann fungierte Marcel Zyskind.
Eine erste Vorstellung erfolgte am 9. September 2021 beim Toronto International Film Festival. Im September 2021 wurde er beim San Sebastián International Film Festival gezeigt. Die Deutschlandpremiere erfolgte Anfang Oktober 2021 beim Filmfest Hamburg. Im gleichen Monat wurde er beim Busan International Film Festival und beim London Film Festival gezeigt. Der Kinostart in Dänemark erfolgte am 6. Januar 2022. Ebenfalls im Januar 2022 wurde er beim International Film Festival Rotterdam vorgestellt. Ende April, Anfang Mai 2022 wurde er im Rahmen des Filmfestivals Crossing Europe und zur gleichen Zeit beim Prague International Film Festival (Febiofest) gezeigt. Im Juni 2022 erfolgten Vorstellungen beim Sydney Film Festival. Dort wurde As In Heaven im Programm „Europe! Voices of Women in Film“ gezeigt, das von dem paneuropäischen Netzwerk European Film Promotion zusammengestellt wurde und zehn europäischen Filmemacherinnen die Möglichkeit gab, ihre Filme zu präsentieren.

## Rezeption

### Kritiken
Von den bei Rotten Tomatoes aufgeführten Kritiken sind 94 Prozent positiv.

### Auszeichnungen
As in Heaven befindet sich auf einer Shortlist von Filmen, die von Dänemark als Beitrag für die Oscarverleihung 2023 in der Kategorie Bester Internationaler Film eingereicht werden. Im Folgenden eine Auswahl weiterer Auszeichnungen und Nominierungen.
Festival Internacional de Cine de San Sebastián 2021
- Auszeichnung mit der Goldenen Muschel (Tea Lindeburg)

Göteborg International Film Festival 2022
- Auszeichnung als Bester Film im Nordic Competition[14]

Prague International Film Festival – Febiofest 2022
- Nominierung im Wettbewerb[9]

Robert 2023
- Auszeichnung für das Beste adaptierte Drehbuch (Tea Lindeburg)[15]